# Superbase

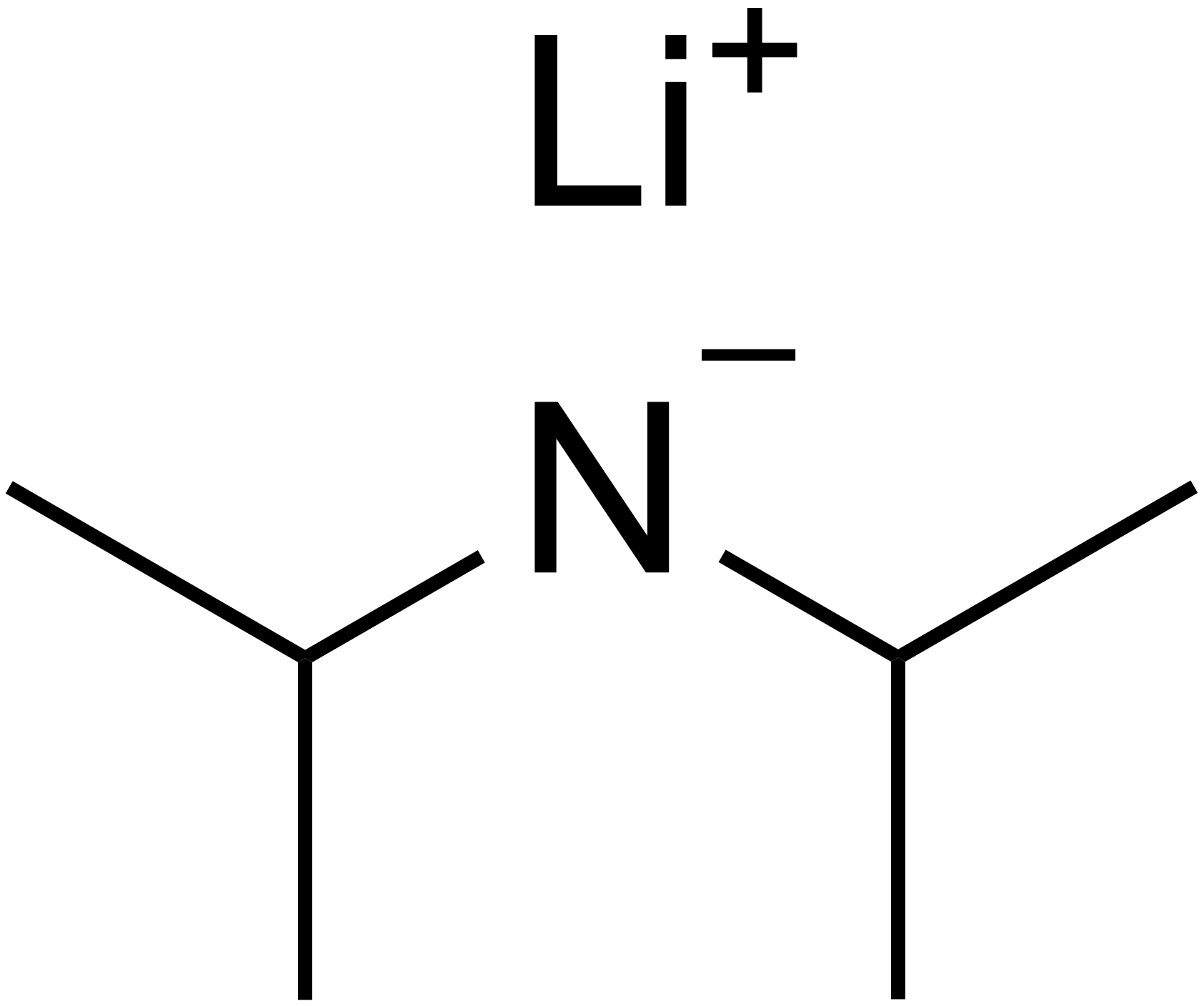
Diisopropilamida de liti

Una superbase és un compost d'elevada alcalinitat, generalment superior a la de l'hidròxid de sodi, com ara, la diisopropilamida de liti, [(CH₃)₂CH]₂NLi. Les superbases s'empren fonamentalment en síntesi orgànica amb l'objectiu d'obtenir carbanions, anions de composts orgànics, mitjançant l'eliminació d'hidrògens que es troben fortament units als carbonis, és a dir de composts que són àcids extremadament febles. Des del 1850 s'empren superbases en síntesi orgànica. El seu ús requereix tècniques especials, ja que les superbases són destruïdes per l'aigua, el diòxid de carboni de l'atmosfera i per l'oxigen. Per la qual cosa el seu ús s'ha de dur a terme en atmosferes inertes i a baixes temperatures.